# Galeries Dalmau

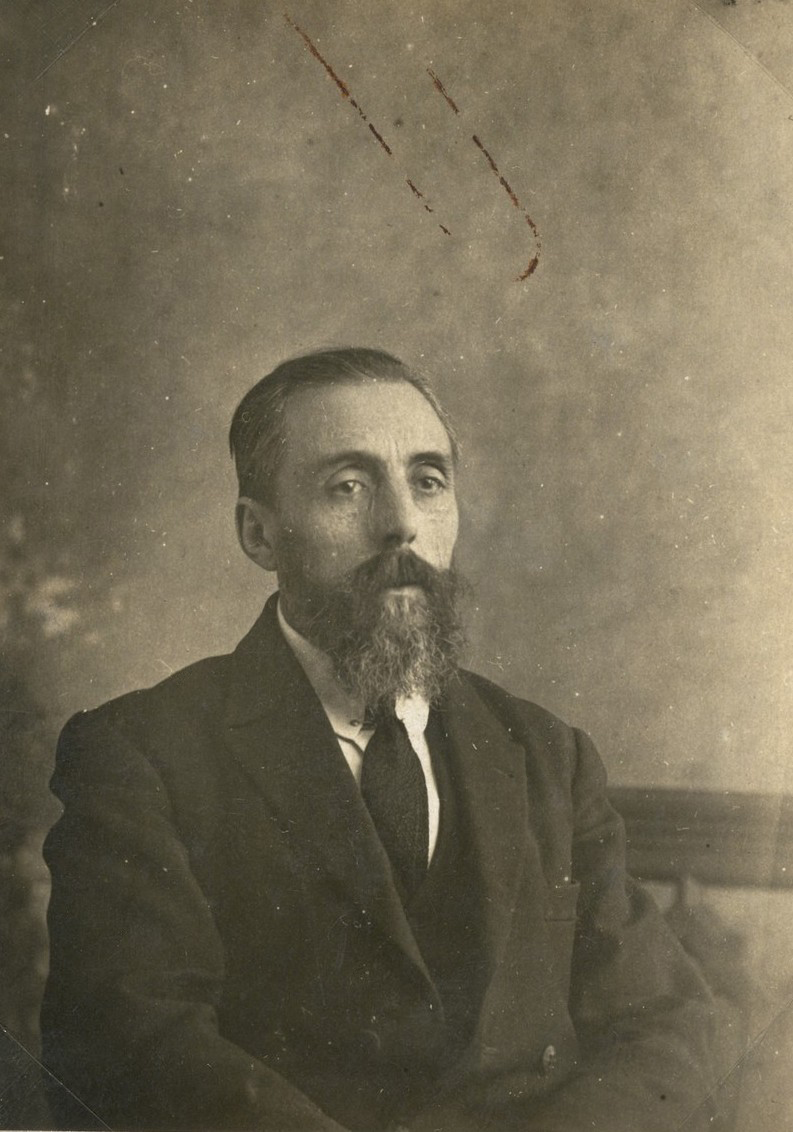
Josep Dalmau i Rafel, c.1910

Les Galeries Dalmau sont une galerie d'art à Barcelone, en Espagne de 1906 à 1930. La galerie a été fondée et gérée par le peintre symboliste et restaurateur Josep Dalmau i Rafel. L'objectif est de promouvoir, importer et exporter de l'avant-garde artistique. Dalmau est crédité pour avoir lancé l'art d'avant-garde en Espagne,.

## Histoire

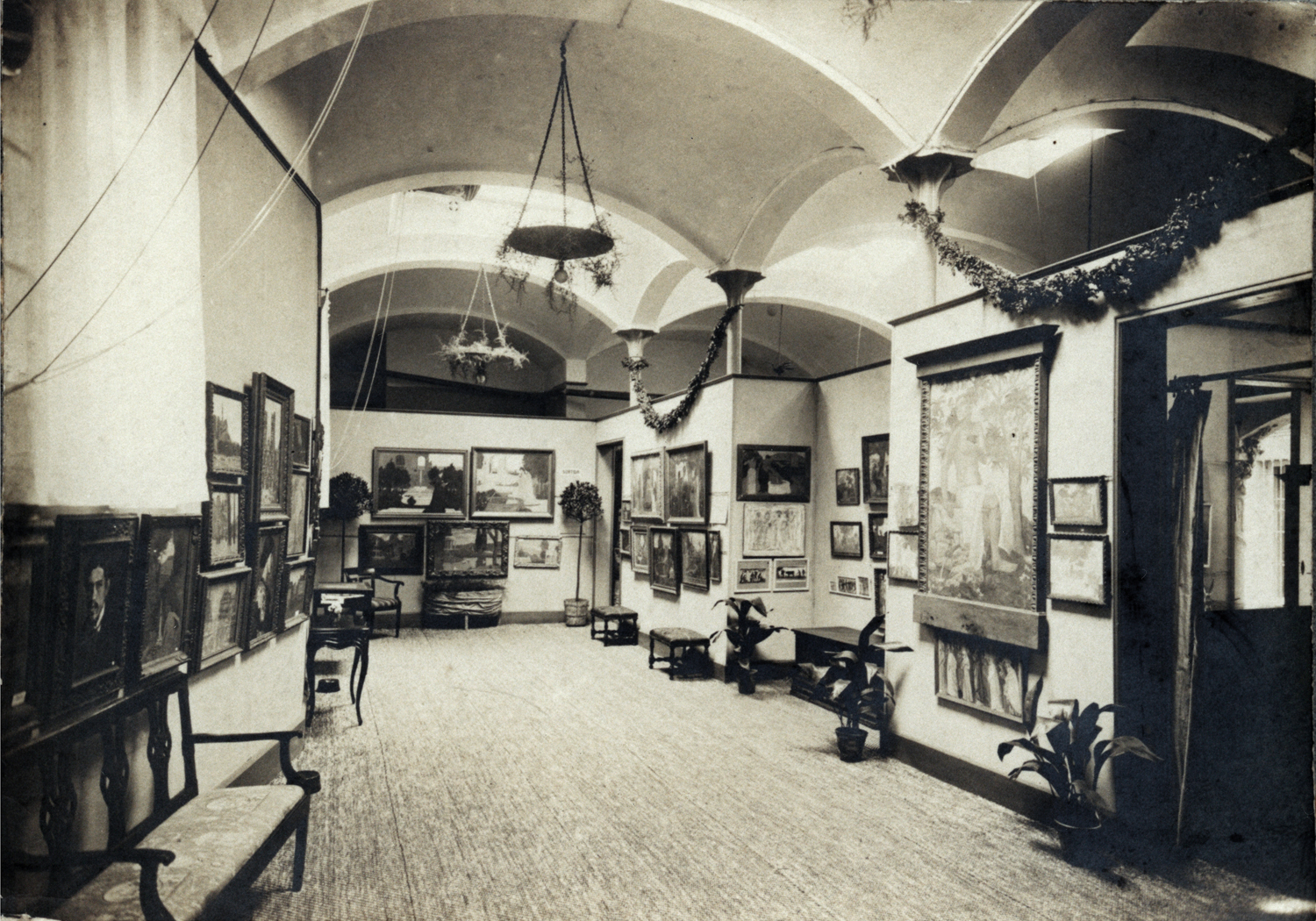
Galeries Dalmau, exposition de 1912, Barcelone

Les Galeries Dalmau en 1912 réalisent une exposition de Joaquín Torres García ainsi que la première exposition sur le cubisme, avec un éclectisme ouvert. Elles présentent de nombreux artistes, tels que Josep Mompou - encore au dessin - (1908), l'Exposició d'Art Cubista en 1912 (Jean Metzinger, Albert Gleizes, Juan Gris, Marie Laurencin, Marcel Duchamp, August Agero), l'Art nouveau polonais (1912), la peinture suédoise, Kees van Dongen (1915), Albert Gleizes (1916), Serge Charchoune (1916-17), Rafael Barradas (1917, avec Joaquim Torres i García), les évolutionnistes catalans puis Joan Miró (1918), l’avant-garde française (1920), Francis Picabia (1922), Salvador Dalí (1925), le GATCPAC, l'art abstrait catalan et le néoplasticisme (1929). 
En 1921 elles représentent Miró à Paris,.
En 1926, les Galeries exposent l'œuvre de la peintre Elvira Homs i Ferrés.

Une sélection d'œuvres exposées et/ou reproduites dans la presse
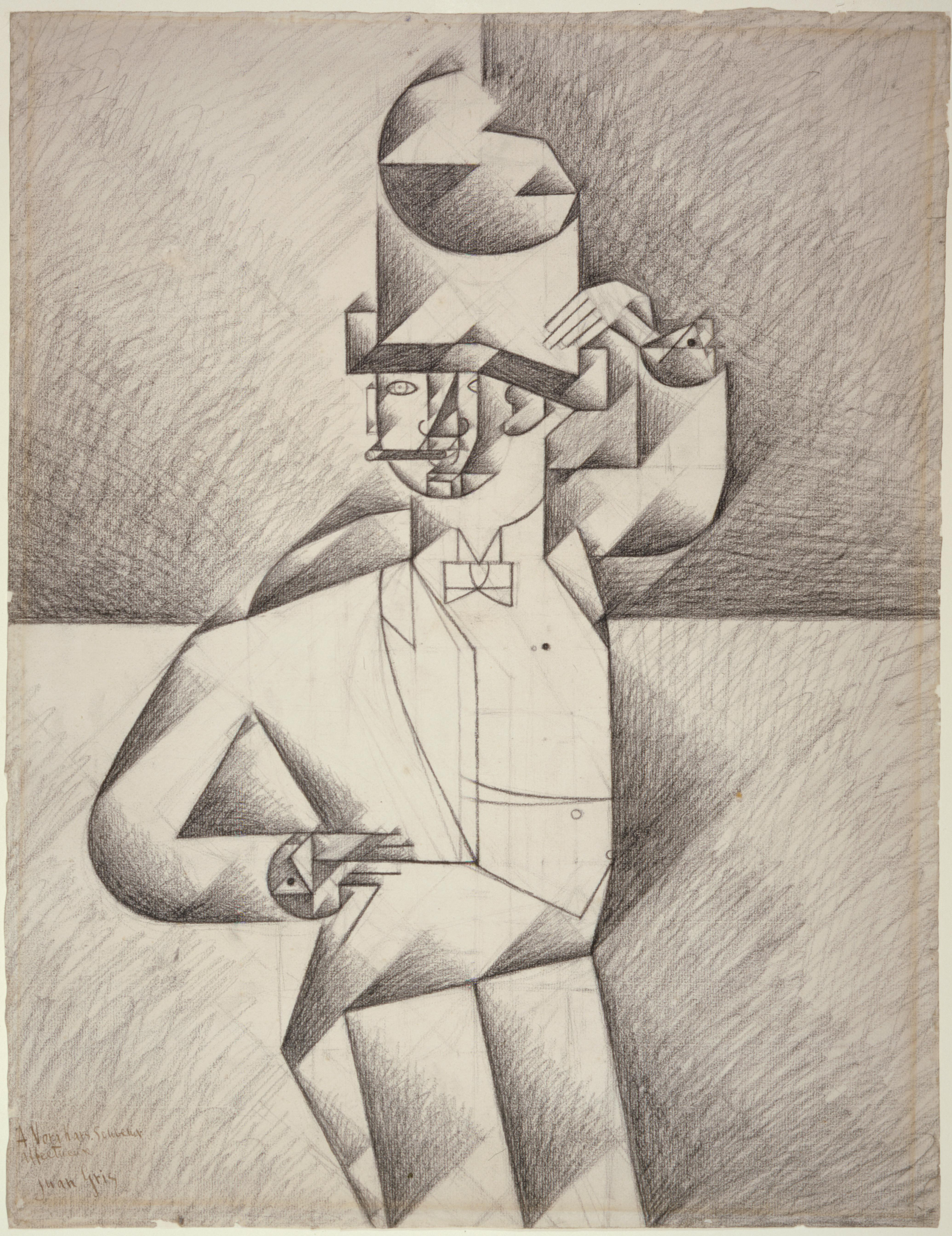
Juan Gris, 1911, Étude pour "l'Homme dans un café", crayon noir sur papier vergé, 55,9 × 41,9 cm, Philadelphia Museum of Art. Exposició d'Art Cubista, 1912
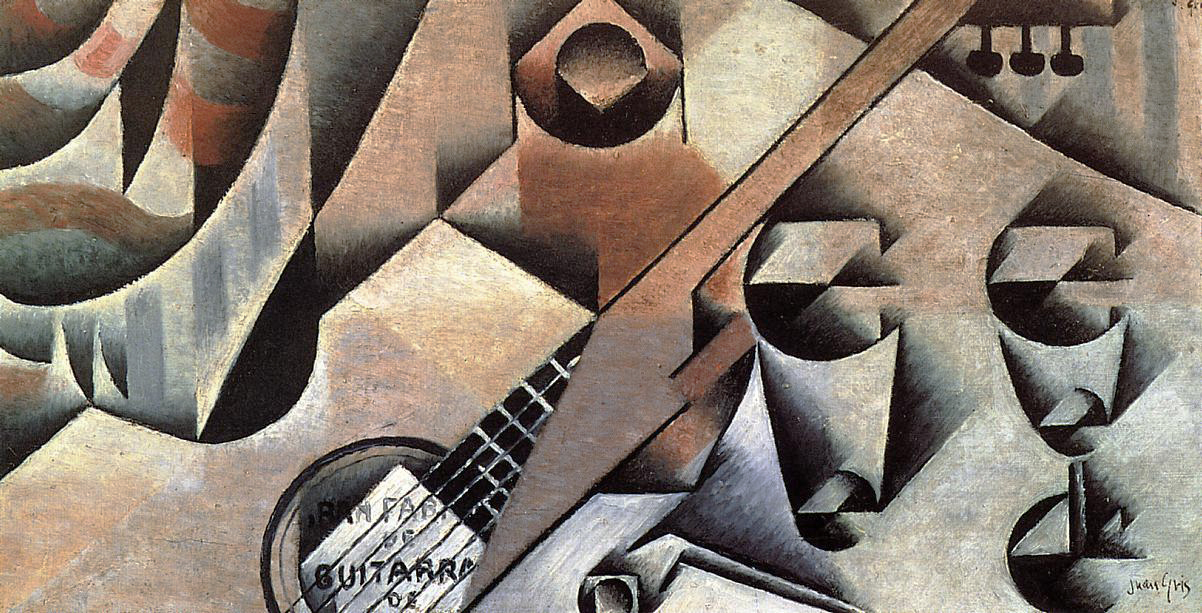
Juan Gris, 1912, La Guitare (Guitare et Lunettes), huile sur toile, 30 × 58 cm, collection privée. Exposició d'Art Cubista, Barcelone, 1912
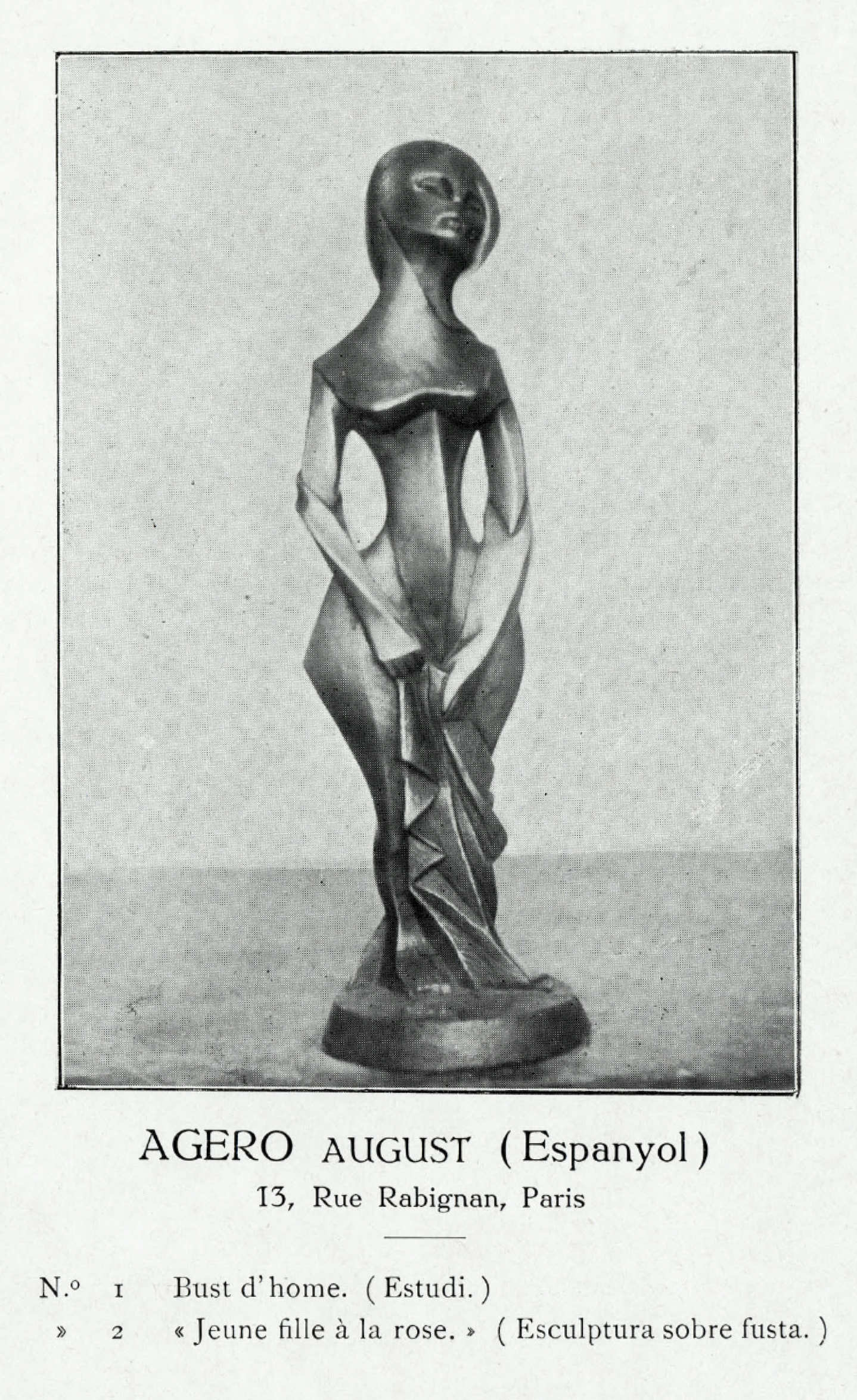
August Agero, Jeune Fille à la rose, sculpture sur bois, Exposició d'Art Cubista, Galeries Dalmau de Barcelone, 1912, catalogue